# Trietbach
Der Trietbach oder die Triet ist ein Fließgewässer  am  Mittleren Niederrhein in Nordrhein-Westfalen,   das im Südosten des Großraums der Stadt Mönchengladbach  entspringt und in deren  nordöstlich gelegenem Stadtteil Mönchengladbach-Flughafen in die Niers mündet.

## Geographie

### Verlauf
Der  etwa dreizehn Kilometer lange Trietbach  entspringt im Stadtteil Giesenkirchen-Hödgen von Mönchengladbach und mündet im Nordosten der Stadt südlich der Trabrennbahn und westlich des Flugplatzes rechtsseitig in die Niers.  Er durchfließt in nördlicher Richtung eine ausgedehnte Niederung, in der ihm unter anderem Bruchwasser aus einem Netzwerk von Entwässerungsgräben zugeführt wird.
Von seiner Quelle in Hödgen aus fließt der Trietbach zunächst in vorwiegend nordöstlicher Richtung, passiert bei Pesch das Hoppbruch mit dem Wasserwerk Hoppbruch und fließt dann zwischen Korschenbroich und Kleinenbroich hindurch bis an den westlichen Ortsrand von Raderbroich, wo er seine Richtung ändert und sich in einem großen Bogen nördlich des Orts nach Nordwesten in Richtung seiner Mündung wendet.

### Zuflüsse
- Fluitbach, mündet südlich der Trabrennbahn von Mönchengladbach linksseitig in die Triet.

## Geschichte
Der  Trietbach entwässerte  in früherer Zeit zusammen mit der Fluit (Flöt) das Hoppbruch. Er versorgte die Birkmannsmühle, eine Wassermühle, mit Wasserkraft.
Im 19. Jahrhundert  galt noch der Jüchener Bach, der seinerzeit  als Dieckbach bezeichnet wurde, als  rechtsseitiger Nebenfluss des Trietbachs.  Er wurde dem Trietbach über den Klergraben zugeführt, der von Neusserfurth über Schiefbahn nach Neersen verlief und, als der Bau des Nordkanals 1808–1811 in Angriff genommen wurde, als Führungsgraben gedient hatte. Auch der Trietbach mündete in den Klergraben und wurde über diesen rechtsseitig der Niers zugeführt.  Später wurde der Dieckbach oder Jüchener Bach bei dem Ortsteil Unterbroich oder Unterbruch von Schiefbahn  unmittelbar in den Nordkanal eingeleitet.

## Galerie

Der Trietbach  und sein Umfeld
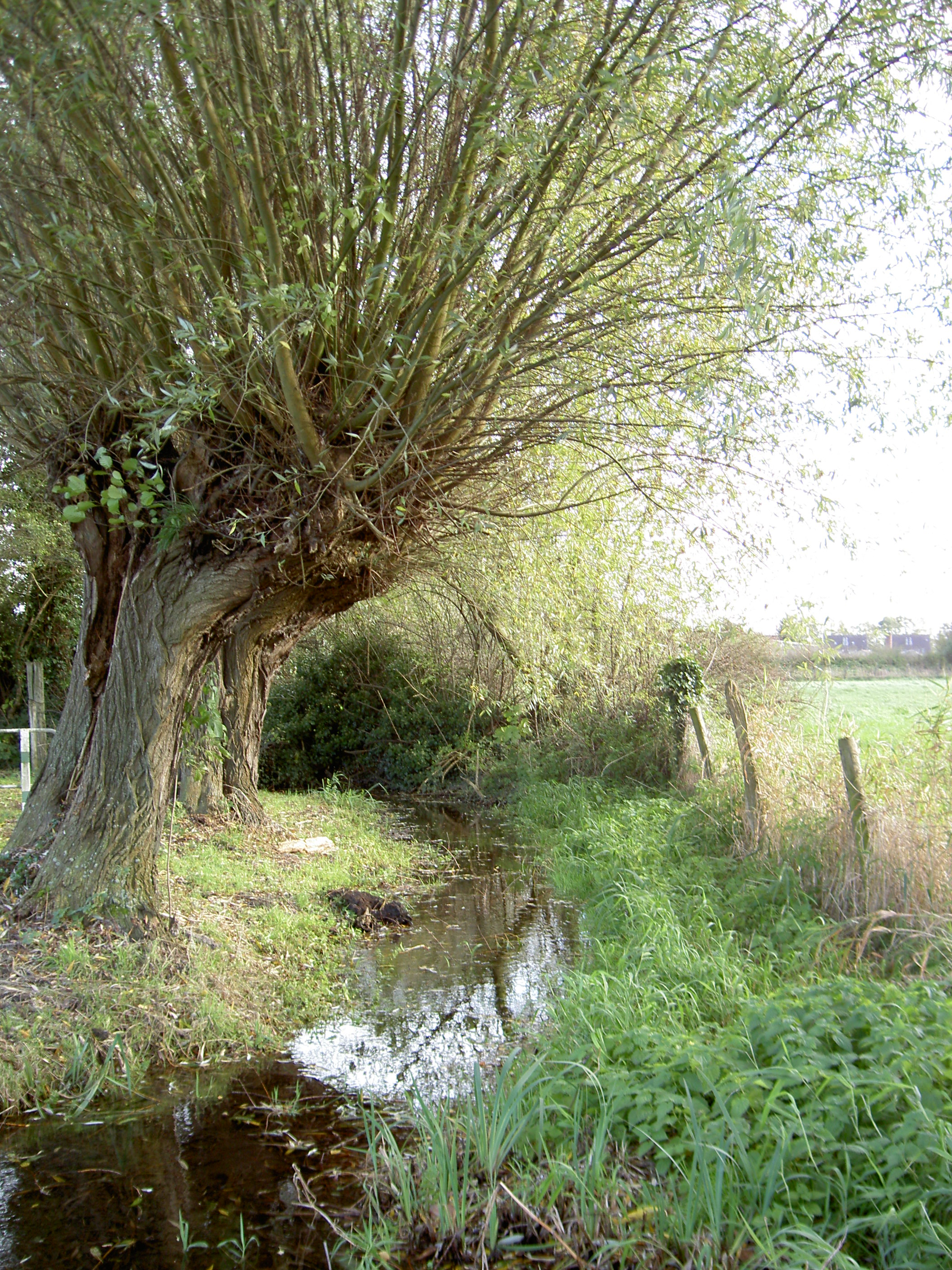
Kopfweiden an der Triet bei Pesch
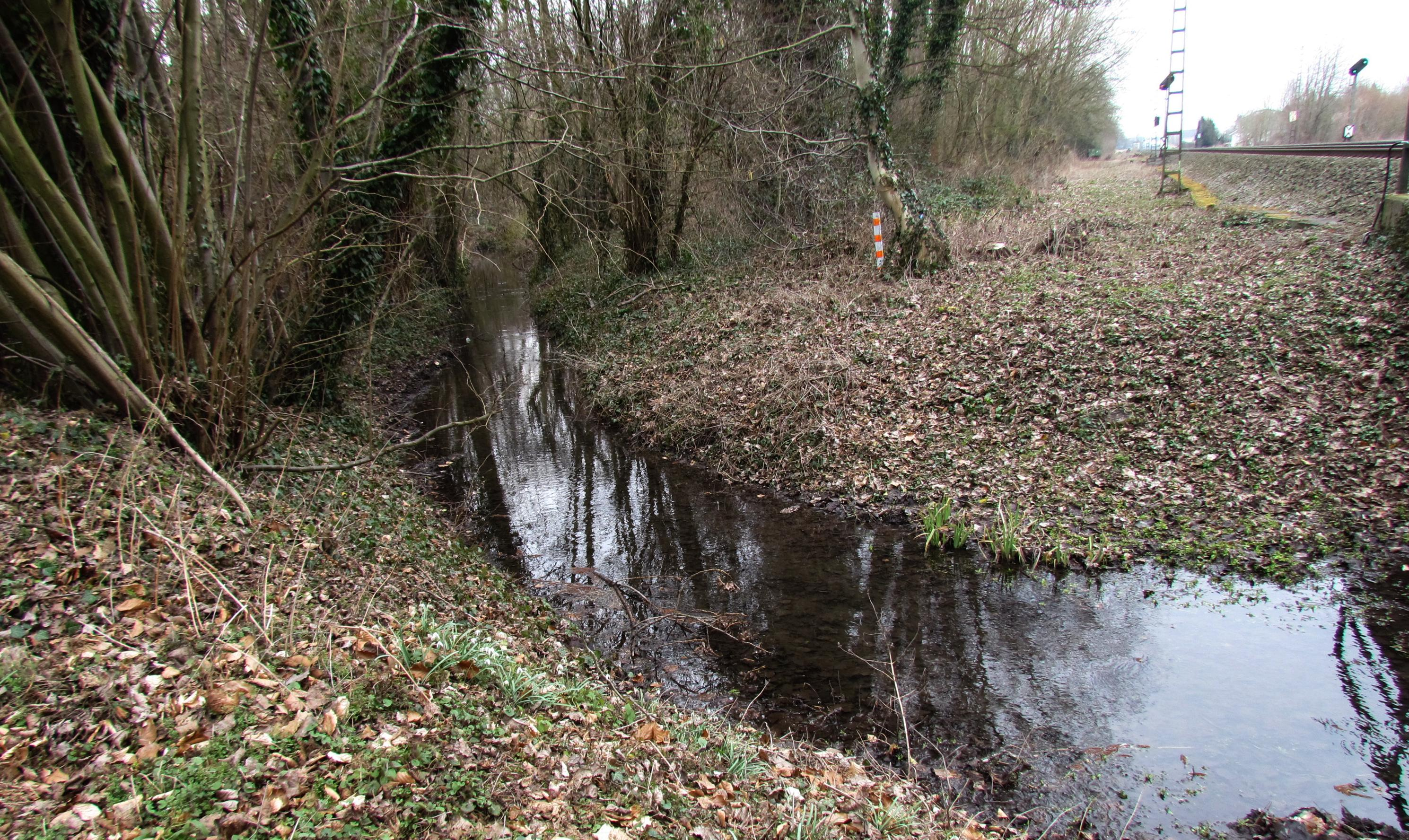
Trietbach bei  Engbrück
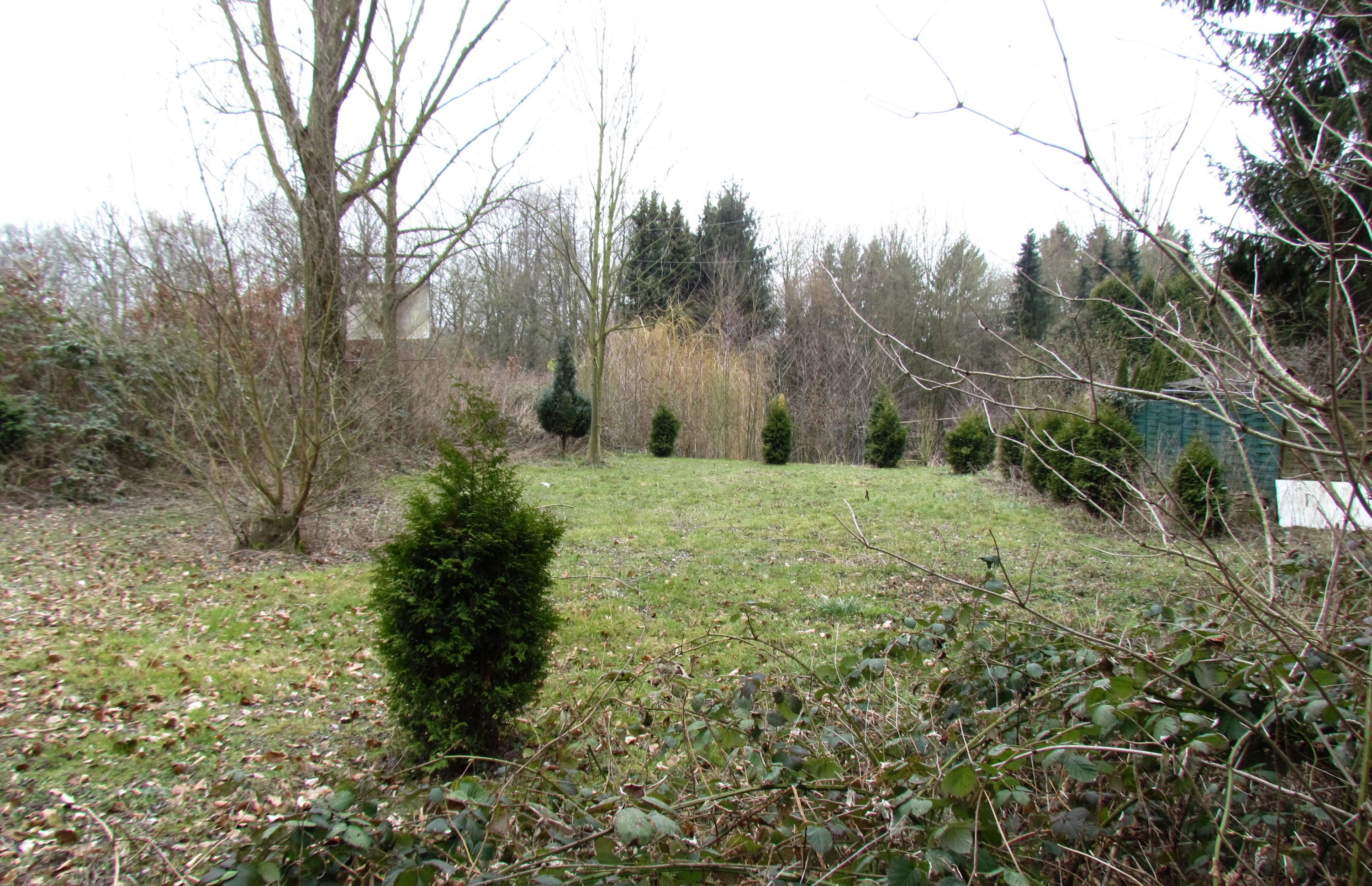
Ehemaliger Standort der Birkmannsmühle in Engbrück